# 马娅·萨维奇
马娅·萨维奇（1976年4月29日—），生于贝拉内，黑山女子手球运动员。她曾代表黑山国家队参加2012年夏季奥林匹克运动会手球比赛，获得一枚银牌。